# 一色氏

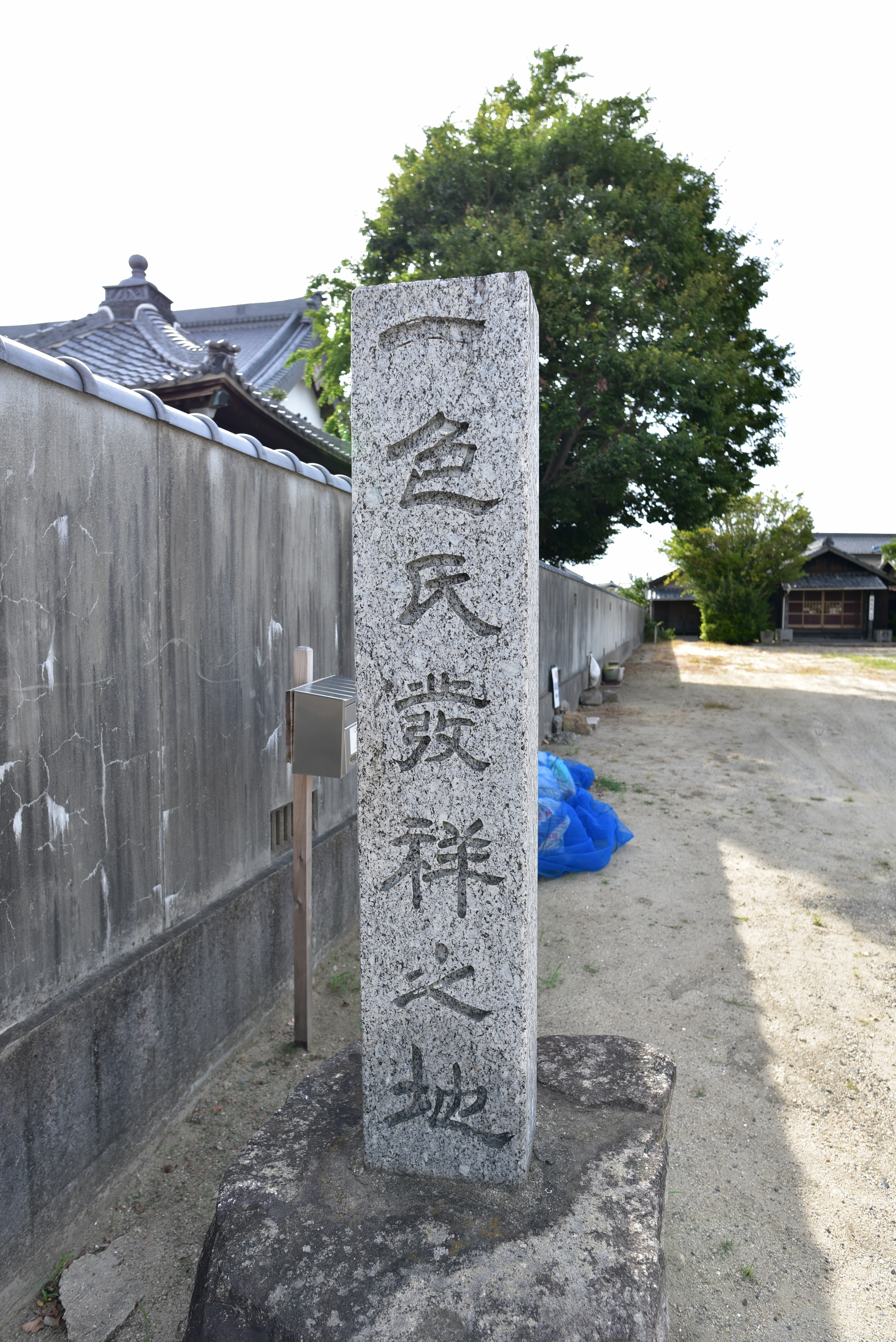
一色氏発祥之地の碑（愛知県西尾市一色町の安休寺）

一色氏（いっしきし）は、日本の氏族（武士）。清和源氏義国流で足利氏の一門。足利泰氏の子一色公深は、三河国吉良荘一色（愛知県西尾市一色町）を本貫とし、一色氏を名乗った。
室町幕府開府当初は九州探題として筑前国にあったが、後には侍所所司に任ぜられる四職の筆頭となり、また若狭国・三河国・丹後国などの守護職を世襲した。戦国時代にも丹後の大名として続いたが、安土桃山時代に至り細川藤孝・忠興らの侵攻によって滅亡した。
他に
1. 美濃国の戦国大名斎藤義龍が一色氏を称する。
2. 清和源氏頼光流。土岐頼益の養孫である土岐成頼3代孫である土岐頼栄の子孫が一色氏を称する。
3. 足利氏支流。吉良有義の子孫が一色氏を称する。
4. 足利氏支流。吉良定堅の子孫が一色氏を称する。
5. 藤原北家良門流の勧修寺流。犬懸上杉家上杉憲藤の孫である上杉教朝の子孫が一色氏を称する。式部一色氏をこの系統とする説がある[1]。
6. 菅原氏流。唐橋在通（足利義昭より偏諱の授与を受けて一色昭孝とも名乗る）の子である在種の子孫が一色氏を称する。

## 経歴

### 九州経略の失敗
始祖一色公深とその子頼行は御家人として鎌倉幕府に仕える。建武3年（1336年）、頼行と異母弟範氏は、建武の新政から離反した足利尊氏の九州落ちに従い、尊氏が多々良浜の戦いで南朝方に勝利して東上した後も、九州経略のために留められた。延元2年（1337年）、犬塚原の戦いで南朝方の阿蘇惟澄と菊池武重に大敗し、頼行は討死した。
範氏とその子直氏は鎮西管領（後の九州探題）に任ぜられるも、九州においては菊池氏などの南朝方が強かった上、観応の擾乱で幕府方が分裂した影響が及び、反尊氏派の足利直冬を擁した少弐頼尚にも押されて、尊氏派の一色氏は振るわなかった。正平8年/文和2年（1353年）、針摺原の戦いで懐良親王を擁する菊池武光軍に大敗を喫し、正平10年/文和4年（1355年）に一色父子は長門国に逃亡した。直氏は、正平11年/延文元年（1356年）に再び九州に下向したが、麻生山の戦いでまたも菊池軍に大敗を喫し、正平13年/延文3年（1358年）に京都に逃亡している。直氏は関東の所領に下り、鎌倉公方に仕える宮内一色氏の祖となった。
鎮西管領（九州探題）としての一色氏は、一時的に肥前や筑後の守護になったものの、安定した守護としての管国を持てなかっために現地の国人と主従関係を築くことが出来ず、最終的には全てを失った。河村昭一はこの20年間を「一色氏の権力基盤にとってほとんど意義を持たない無駄な時間であったばかりか、この間に他の有力足利一門が着々と政治的、経済的実力を蓄えていったことを考えると、一色氏が守護大名として成長していく上で大きなハンディをもたらしたといえる。」と評価している。

### 復活
肥前国の守護だった範光は、父範氏や兄直氏とともに九州から敗退したが、貞治の変で斯波義種が失脚した後の若狭国の守護に任じられ、守護大名として家勢を回復していくきっかけをつかんだ。しかし、そこには厳しい現実があった。1つは斯波義種の守護時代に南朝方だった山名時氏を帰参させるため与えた若狭の今富名が当時の若狭守護領の88％を占め同国最大の都市であった小浜を含むものであったため、守護でありながら所領がほとんどない状態で領国経営を進めなければならなかったこと。もう1つは室町幕府成立後一色氏の任命まで守護がのべ16人に及び平均在任は1年10か月という状況であったため、国人たちは守護に従わずに反抗的な行動を取っていたことである。これに対して範光は、元幕臣の小笠原長房を守護代として派遣し、応安の国人一揆と呼ばれる反乱を鎮圧して国人勢力を排除した。さらに、子の詮範が明徳の乱の戦功で今富名を回復したことで、漸く若狭支配は軌道に乗ることになった。範光は、若狭支配の展開と並行して三河国の守護にも任じられた。

### 繁栄
詮範は、若狭・三河に加え尾張の知多・海東2郡の守護に任じられ、明徳の乱の功績で四職家として幕政に参与する重要な家の一つとなる。
その息子である満範は、さらに丹後国を与えられ、加佐郡八田に守護所、その後背にある建部山に建部山城を築いて領国経営に務め最盛期を迎えた。父詮範の没後、満範は若狭などの父の領国も合わせて継承するが、丹後系家臣と若狭系家臣の対立などから若狭国内で権勢を振っていた守護代小笠原氏（小笠原長房の一族）を排除して当主としての権威の確立に努めた。

### 諸家分立
その後の一色氏は、満範の3人の息子の家に分かれていく。長男持範は嫡流であったが三河・伊勢へと退いた。次男義範（義貫）は惣領（丹後・若狭守護）の地位を譲り受けた。三男持信ははじめ次兄義範の代官の地位に甘んじたが、後に幕臣として子教親ともども6代将軍足利義教に重用された。
持範の子の時代に一色氏はさらに枝分かれし、一色式部少輔家と一色右馬頭家が興った。式部少輔家と右馬頭家は、かつての守護家として将軍家より時には国持並の外様衆として遇され、名字の地である三河等にも所領を許されたものの、主には将軍家の側近として京都に在住したと思われる。
関東においては、宮内一色氏の一色持家（時家）が鎌倉公方足利持氏に信任され、相模守護に任じられたことが判明している。だが、この任命は幕府の許可を取らずに鎌倉府が一方的に行った人事であり、永享の乱の一因ともなった。
義範（義貫）は、宿老の1人として幕政に参与していたが、将軍足利義教の代になると次第に義教と対立し、永享12年（1440年）、永享の乱で幕府に敗れた鎌倉公方持氏の残党（一色持家ら）を匿った罪で追討を受け、大和国信貴山で自害した。
義教の近習であった教親が家督を継ぎ丹後守護となったものの、一色氏は三河と若狭の守護職を細川持常・武田信栄に奪われ、一時勢力を縮小させた。だが、子のなかった教親の後を義貫の遺児一色義直が継ぐと、丹後及び伊勢半国の守護となり、三河渥美郡・若狭小浜も知行地として手に入れた。また御相伴衆にもなって8代将軍足利義政の信任を受けた。

### 応仁の乱以降
応仁元年（1467年）に起こった応仁の乱で、確執のあった隣国若狭の守護武田信賢が東軍に属したのに対抗し、義直は西軍に属し京都の戦で活躍したが、東軍側にあった将軍義政によって丹後・伊勢守護職を解かれた。文明6年（1474年）4月、両軍の間に和議が成立すると、義直は東軍に帰順・隠退、嫡男義春が幕府に出仕して丹後守護を回復した。義春は文明16年（1484年）に19歳で没し、丹後守護職は義直に再度与えられた。
明応2年（1493年）に丹後で起きた叛乱は鎮圧したものの、その後も国衆の叛乱が相次ぐ。文明16年（1484年）に義春が19歳で亡くなり、継承した弟の義秀は明応7年（1498年）に国衆に攻められ自害した。

### 細川京兆家・若狭武田家連合軍の侵攻
その後の一色氏の系譜ははっきりしない。自害した義秀には男児がなく、一説によると、分家（知多一色家）の一色義遠の嫡男義有が家督を継承したとされる。
応仁の乱以来、敵対関係にあった管領細川氏の政略で丹後守護の名目が若狭武田氏に奪われ、一色家の求心力は落ち、国人の離反を招いていた。丹後に侵攻してきた細川・武田連合軍にからくも勝利した義有は、幕府に出仕しなくなった。それまでの一色氏は幕府の宿老で在京が任務でもあったが、義有が拠点を与謝郡今熊野城に移し、以後は本格的に丹後に本拠を構えた。この判断の結果、領国統治が確実になり、府中の街はたいへん栄えた。
義有の跡は一色義清が継承したともいうが、続柄や経緯はよく分からない。義清は京都の室町幕府にも出仕し、将軍家からも認められたが、嗣子がなく、（一色義幸を義有の子ではなく養子とする説では）一色氏嫡流は絶えた。

### 戦国時代
丹後守護の座をめぐり若狭武田氏との抗争が激しさを増す一方、国内においては反乱・下克上が続発し、一色氏の勢力は更に衰退していた。中郡・竹野郡・熊野郡・与謝郡は、辛うじて名目上一色氏により治められていたが、若狭と境を接する加佐郡は若狭武田氏の勢力下に置かれ、若狭武田氏の武将である白井氏（千葉白井氏）などの居城も築城された。
そんな混乱の中で、一色氏一門庶家のうちから一色義幸が宗家を継承した（義幸は一色教親の末裔といわれている）。義幸は若狭武田家の勢力を若狭へ押し返し、加佐郡の八田守護所及び建部山城を奪還し一色氏を中興した武将である。守護代延永氏との仲も良好に保ち、若狭武田家家臣である逸見氏が丹後に亡命した際には、これを保護し領地を与え家臣に加えた。
義幸の子義道の時代には、織田信長の命令を受けた明智光秀・細川藤孝の侵攻に遭って拠点を加佐郡中山城に移す。丹後の国人の離反が相次ぎ、義道は天正7年（1579年）に殺害された。

### 滅亡
義道の子満信（義定）は信長に実力を認められ一色氏を復興させた。但馬国の山名氏政と共に旧守護家出身でありながら織田政権を構成する一員となることができたのは、戦国武将としての器が備わっていたからであるともいえる。隣国の但馬が羽柴氏と山名氏（出石郡）により分割統治されていたのと同じく、この時代の丹後は北の一色氏と、南の長岡氏（細川藤孝が称した姓。のちの肥後細川氏）の二氏により分割統治されていた。
長岡領との境にある弓木城を改修し武威を誇ったが、信長亡き後、満信は豊臣政権下で長岡氏の居城において長岡忠興（後の細川忠興）によって謀殺された。叔父の義清が一色氏を継承し長岡軍と懸命に戦ったが、最終的には天正10年（1582年）に殺され、丹後における一色氏は完全に滅亡した。

### 各地の支流
一色氏の一族は各地に点在しており、関東には鎌倉公方の御一家として幸手一色氏（一色直氏の孫の一色長兼・一色直兼の一族）がおり、古河公方の終焉まで仕え、江戸時代には旗本（寄合）や喜連川藩の家老として続いた。
戦国時代、甲斐国守護武田氏に仕えていた一色土屋氏は武田氏滅亡後、土屋忠直が徳川家康に召出されて上総久留里藩主となる。
織田氏・豊臣氏両家に仕えた一色丹羽氏の丹羽氏次は、江戸時代に三河伊保藩の藩祖となった。なお、同姓で同時代に有名な丹羽氏である丹羽長秀とその一族は良岑氏であり、家系が異なる。
徳川家康の側近として仕えた外交僧以心崇伝は一色氏の末裔であり、崇伝の従兄弟の一色範勝の一族は徳川家旗本として仕えた。しかし寛文5年（1665年）に無嗣断絶となった。

## 一色氏の一族
※ （）内は鎌倉幕府・室町幕府職

### 創成期
| 氏名     | 呼び名            | 官職呼び名    | 幕府職1               | 幕府職2                  | 幕府職3                  | 幕府職4                  | 幕府職5                 |
| -------- | ----------------- | ------------- | --------------------- | ------------------------ | ------------------------ | ------------------------ | ----------------------- |
| 一色公深 | 足利七郎 一色太郎 |               | 三河国 吉良荘地頭     |                          |                          |                          |                         |
| 一色頼行 | 一色太郎          |               | 政所 関東廂結番四番人 |                          |                          |                          |                         |
| 一色範氏 | 一色二郎          | 宮内          | 九州探題 1336年 - ?   |                          |                          |                          |                         |
| 一色直氏 | 一色孫太郎        | 宮内 右京     | 九州探題 1347年 - ?   | 肥後守護 1348年 - 1353年 | 肥前守護 1350年 - 1352年 | 筑前守護 1352年 - 1355年 | 日向守護 1353年 - ?     |
| 一色範光 | 一色五郎          | 修理大夫 兵部 | 四職 京都所司         | 肥前守護 1353年 - ?      | 若狭守護 1366年 - 1388年 | 三河守護 1376年 - 1388年 |                         |
| 一色詮範 |                   | 左京大夫 兵部 | 四職 侍所頭人         |                          | 若狭守護 1388年 - 1406年 | 三河守護 1388年 - 1406年 | 尾張知多分郡守護 1391年 |

### 丹後一色家
| 氏名     | 呼び名   | 官職呼び名        | 幕府職1 | 幕府職2                   | 幕府職3                      | 幕府職4                           | 幕府職5                          | 幕府職6                              |
| -------- | -------- | ----------------- | ------- | ------------------------- | ---------------------------- | --------------------------------- | -------------------------------- | ------------------------------------ |
| 一色満範 |          | 修理大夫 兵部     | 四職    | 丹後守護 1392年 - 1409年  | 若狭守護 1406年 - 1409年     | 三河守護 1406年 - 1409年          | 尾張知多分郡守護 1392年 - 1409年 |                                      |
| 一色義貫 | 一色五郎 |                   | 四職    | 丹後守護 1409年 - 1440年  | 若狭守護 1412年 - 1440年     | 三河守護 1415年 - 1440年          | 山城守護 1418年 - 1436年         | 尾張知多分郡守護 1409年-1440年       |
| 一色義直 |          | 修理大夫 左京大夫 |         | 丹後守護 1451年 - 1467年  | 伊勢半国守護 1451年 - 1467年 | 三河渥美郡地頭職 1451年? - 1476年 | 丹後守護（再任） 1484年 - 1487年 | 伊勢半国守護（再任） 1484年 - 1491年 |
| 一色義遠 |          | 兵部少輔 式部少輔 |         | 尾張知多分郡守護 1451年 - |                              |                                   |                                  |                                      |
| 一色義春 | 一色五郎 | 左京大夫          |         | 丹後守護 1474年 - 1484年  | 伊勢半国守護 1477年 - 1484年 |                                   |                                  |                                      |
| 一色義秀 | 一色五郎 |                   |         | 丹後守護 1487年 - 1498年  | 伊勢半国守護 ? - 1498年      |                                   |                                  |                                      |
| 一色義有 |          | 左京大夫          |         | 丹後守護 1498年 - ?       |                              |                                   |                                  |                                      |
| 一色義清 | 一色五郎 | 左京大夫          |         | 丹後守護 1509年 - 1519年  |                              |                                   |                                  |                                      |

以下の人物は軍記物語の『一色軍記』にしか登場せず、一次史料では確認できないため架空の人物である可能性がある。
| 一色義幸 |          |            |  | 丹後守護 ? - 1558年      |
| 一色義道 |          |            |  | 丹後守護 1558年 - 1579年 |
| 一色義定 | 一色五郎 | 左京権大夫 |  | 丹後守護 1579年 - 1582年 |
| 一色義清 |          | 越前守     |  | 丹後守護 1582年          |

### 兵部一色家
| 氏名     | 呼び名   | 官職呼び名        | 幕府職1                     | 幕府職2                | 幕府職3                    | 幕府職4                |
| -------- | -------- | ----------------- | --------------------------- | ---------------------- | -------------------------- | ---------------------- |
| 一色持信 |          | 兵部少輔 左京大夫 | 小侍所別当 三河国高橋荘地頭 |                        |                            |                        |
| 一色教親 | 一色五郎 | 左京大夫          | 四職                        | 丹後守護 1440年-1451年 | 伊勢半国守護 1440年-1451年 | 山城守護 1447年-1449年 |

### 一色右馬頭家
一色持範は嫡流であったが、丹後・若狭の守護を義範に譲り、三河・伊勢に退いた。
- 一色持範－右馬頭　式部少輔
- 一色成範－右馬頭　早世したため尚範成長まで養子が家督す
- 一色尚範－右馬頭　室町幕府の外様衆に列せられ代々世襲す
- 一色尹範－右馬頭
- 一色晴範－右馬頭
- 一色輝範－右馬頭
- 一色秋範－右馬頭　輝範の實弟

### 式部一色家
右馬頭家の別家。家紋は初め「二つ引両」、足利義政の代より「桐のとう」。なお、設楽薫は一色政照のところに犬懸上杉氏の上杉教朝の子・一色（七郎）政熈を充て、政具以降は政熈の子孫としている。以心崇伝の父・一色秀勝は藤長の弟。
| 氏名     | 呼び名   | 官職呼び名 |
| -------- | -------- | ---------- |
| 一色持範 | 一色二郎 | 式部少輔   |
| 一色政照 | 一色七郎 | 式部少輔   |
| 一色政具 | 一色七郎 | 式部少輔   |
| 一色晴具 | 一色七郎 | 式部少輔   |
| 一色藤長 |          | 式部少輔   |

- 一色範勝
- 一色範視
- 一色範風
- 一色範長

（無嗣断絶）

### 宮内一色家
- 一色直氏 - 宮内少輔
- 一色氏兼（うじかね） - 宮内少輔
- 一色満直（みつなお） - 宮内少輔、足利義満より偏諱を賜う
- 一色持直（もちなお） - 宮内少輔、足利義持より偏諱を賜う
- 一色教貫（のりつら） - 宮内少輔、足利義教より偏諱を賜う
- 一色視冬（みふゆ） 　- 宮内少輔、足利義視より偏諱を賜う
- 一色材延（きのぶ） 　- 宮内少輔、足利義材より偏諱を賜う
- 一色昭辰（あきたつ） - 宮内少輔、足利義昭より偏諱を賜う
  - 実父は一色義幸

#### 幸手一色家（宮内一色家分家、関東一色氏）
- 1319年（元応元年） - 一色氏が三河国幡豆郡一色より下総国田宮荘に入部する。
- 1399年（応永6年） - 一色直兼が田宮荘に入部する。
- 1554年（天文23年） - 10月、北条氏康が古河公方足利晴氏を攻め、北条軍により田宮城および天神島砦が落城する。
- 1555年（天文24年） - 一色直勝が北条氏康より田宮荘の本領に安堵される。以降北条氏に隷属する。
- 1590年（天正18年） - 一色直朝と子の義直が田宮城を退去し、下総国大淵寺に隠居する。義直の弟であり小文間城主（現在の茨城県取手市）であった政義は川崎（上川崎）に隠棲し渡辺と改姓し土着する。小田原征伐が始まると、北条氏を離れ豊臣秀吉方に臣従する。
- 1591年（天正19年） - 12月、関東に入国した徳川家康は一色義直を御家人とし、武州幸手5160石を賜った。義直は陣屋（幸手陣屋、一色氏陣屋。現在の埼玉県幸手市中1-6-13で、一色陣屋稲荷が所在）を構えた。
- 1592年（文禄元年） - 1月23日、徳川家康が葛飾郡幸手の不動院と浦和・中尾の玉林坊に年中行事職を安緒した。以降、江戸幕府の大身旗本となった。
- 1600年以前 - 一色義直、隠居し、嫡子の照直が家督と領地を相続した。
- 1601年（慶長6年） - 一色照直は下総国相馬郡木野崎（千葉県野田市木野崎）を領することとなり、一色氏は幸手を離れた。同地（千葉県野田市木野崎字下町）に木野崎陣屋を構えした。
- 1607年（慶長12年） - 照直が死亡。嗣子が無かったため、義直が再度当主となり領地相続した。のちに娘婿の子供の直氏を養子にした。
- 1639年（寛永16年）12月10日 - 直氏が将軍徳川家光に御目見えし、領地を相続した。ただし直氏は若年のため、実父で旗本の杉浦直為が「一色」に改姓して領地の運営を行った。照直が増やした分と義直の隠居領は没収されていた。
- 1616年（元和2年） - 3月1日、一色政義（渡部政義。義直弟。）が埼玉県久喜市鷲宮町上川崎の渡辺家にて没した。以降名主家として存続。
- 1698年（元禄2年） - 一色直興が知行替えで三河国設楽郡鳳来町（現・愛知県新城市長篠）を領した。この頃4500石。陣屋は旧・長篠城の二の丸に構え、代官屋敷があった。三河国は遠く遡れば、一色氏が守護を勤めていた国である。

- 1803年、豊川（現・愛知県豊川市御津町赤根字屋敷）に赤根陣屋を構えた。

義直から直休までの墓所は、茨城県守谷市の大円寺にある。
- 一色長兼 左京大夫　一色氏兼の次男　幸手田宮城代
- 一色直兼 宮内大輔　一色氏兼の三男　嫡男（最初は長兄の一色満直）　八郎　幸手田宮城主　鎌倉公方家奉公衆　鎌倉住。
- 一色直明 宮内大輔、八郎　旗本一色家の系譜では一色長兼の養子とされるが、一色直兼の養子説有り、実父は足利義嗣（足利義満の次男）。
- 一色時家 刑部少輔　一色長兼の嫡子　永享の乱の後、三河国豊川牛窪に一色城を築城。応仁の乱では、同門の吉良・一色・今川・斯波等の西軍に属して参戦。
- 一色蔵主 右衛門佐、従五位下。一色直明の長男　五代鎌倉公方足利成氏の命にて、鎌倉建長寺の僧から還俗。鎌倉～古河公方家奉行衆（文官）。
- 一色亀乙丸　一色直明の次男、嫡子。　永享の乱にて祖父一色直兼・父一色直明と共に、武蔵国金沢の称名寺にて、君主足利持氏の自決の報を受け殉死。
- 一色直清 宮内大輔、従五位下。一色直明の三男　結城合戦では結城城に籠城。三年の幽閉後、幕府御家人として九州に下向後、鎌倉～古河公方家奉公衆。
- 一色其阿 一色直明の四男　結城合戦では結城城に籠城。4代鎌倉公方足利持氏の遺児（春王丸・安王丸）が護送中、美濃金連寺で斬首。同寺の僧となる。
- 一色氏義 刑部少輔、従五位下。一色蔵主の嫡子　古河公方家奉行衆で古河城代（文官）。
- 一色直頼 宮内大輔　一色直清の嫡子　八郎　幸手田宮城主　古河公方家奉公衆（武官）。
- 一色直朝 宮内大輔　一色直頼の嫡子　八郎　幸手田宮城主　古河公方家奉公衆（武官）。後、後北条家家臣、鎌倉移住。足利義氏の古河帰還の時、幸手帰還。
- 一色氏久 右衛門佐　一色氏義の嫡子　古河公方家奉行衆で古河城代。後に足利氏姫の御連判集筆頭（文官）。墓は古河徳源院。子孫は喜連川家の筆頭家老。
- 一色義直 宮内大輔　一色直朝の嫡子　八郎　小田原成敗時には豊臣方に密通、徳川家康の御家人となり、幸手5160石旗本となる。後に木野崎2000石で隠居。
- 一色義久 刑部少輔　一色氏久の嫡子　喜連川足利家、2代喜連川頼氏の筆頭家老。1605年頃、古河より喜連川に入領。
- 一色照直 幸手領 5160石を相続後に、江州蒲郡領内2000石を拝領。都合7160石の旗本となる。嫡子無で早死。父一色義直が相続して外孫の直氏を養子養育。
- 一色崇貞 刑部少輔　一色義久の次男・嫡子　喜連川足利家、3代喜連川尊信の筆頭家老。 金地院（一色）崇伝からの偏諱。1605年頃、古河より喜連川に入領。
- 一色崇利 五郎左衛門　一色義久の三男　喜連川足利家、4代喜連川昭氏の家老首座。   金地院（一色）崇伝からの偏諱。1605年頃、古河より喜連川に入領。
- 一色直氏 一色義直の養子。外孫。実父は杉浦直為。直為は一色に改姓し直氏を養育。旗本杉浦家は改易。
- 一色直房 4500石。1684年5月30日死去。
- 一色直興 三河に転封。1723年11月23日死去。
- 一色直賢 娘婿。丹羽長守の子。浦賀奉行。1752年4月9日死去。
- 一色直国 1768年5月10日死去
- 一色直郷 1776年11月24日死去
- 一色敬直
- 一色直清

- 一色直休 3500石。丹後守。甲府勤番支配、小普請奉行、長崎奉行（1850年8月15日～翌1月1日）、勘定奉行（1851年1月1日-1852年）を歴任した。

- 一色信茂（徳之一色城主：後年の田中城）

### 美濃一色家
斎藤道三の子・義龍が将軍足利義輝より認可を受けて「一色」の姓を称したことに始まる家系である。義龍の母・深芳野は、母方の祖父が一色義遠、あるいは実の父が一色義清とされ、一色氏の血を引く人物である。また、一説によれば、義龍は母・深芳野が道三に嫁ぐ前、美濃守護土岐頼芸の愛妾であった時に身籠った子（すなわち義龍が頼芸の落胤である）とする説があり、頼芸は義遠の実子・土岐成頼の孫にあたるため、この落胤説が正しい場合、義龍は女系を介さない形でも一色氏の血を引いていることになる。また、異説としてかねてから土岐氏は「諸家の筆頭」（『家中竹馬記』・『土岐家聞書』）すなわち足利氏一門に属しない諸大名の中では筆頭の家柄であるという自負を持っていることが広く知られており、足利氏の一門に属する一色氏を称することで、（一色氏よりも格下である）土岐氏の権威をも否定しようとしたとする説もある。
実質的には、戦国大名の斎藤氏と同一の家柄であり、義龍・龍興父子は美濃斎藤氏の代数にも数えられている。また、龍興については美濃追放後に同盟関係にあった本願寺顕如より「一色治部大輔」と称した龍興に充てた書状（元亀2年8月23日付「顕如御書留」『大系真宗史料文書記録編4』43号）の存在が確認されるなど、龍興を指して「一色（氏）」と称した書状などの史料が複数現存しており、龍興を「斎藤氏」と称するのは織田信長ら敵対する陣営による呼称である。
- 斎藤義龍（一色義龍）- 左京大夫、美濃斎藤家2代、美濃一色家初代。
- 斎藤龍興（一色龍興）- 刑部大輔、美濃斎藤家3代、美濃一色家2代。

なお、『信長公記』によれば、道三は義龍の同母弟または異母弟の斎藤喜平次にも、「一色右兵衛大輔」と名乗らせていた。

## 一色氏の庶流
- 丹羽氏 - 清和源氏流一色氏の庶流。尾張国丹羽庄に定着した。戦国大名織田氏に仕えた丹羽氏は、平姓であり系統が異なる。
- 土屋氏 - 清和源氏義家流[14]。一色範貞の子孫[14]。範貞—範次—藤直と続き、次の藤次のとき、秋山に改め、また、金丸と号した[14]。
  - 金丸氏 -  上記の土屋氏の一族が、甲斐源氏武田氏の庶家であった金丸氏を継ぎ称した。山梨県出身の政治家金丸信はこの末裔。
    - 秋山氏 - 上記の金丸氏の一族が、武田氏の庶家であった秋山氏の1つを継いだ。
- 久松氏 - 公家菅原氏の一族で久松定氏の後を一色満貞の子である一色詮貞が娘を娶って入嗣する。子孫は江戸幕府を開いた徳川氏と一部で異母関係にある。

## 主要家臣団
- 延永氏（丹後守護代）
  - 延永春信
- 三方氏（若狭守護代）（のち山城守護代）
- 石川氏（北伊勢守護代）（丹後石川山城代）
- 小笠原氏
  - 小笠原長房
  - 小笠原長春
- 稲富氏
  - 稲富祐秀
  - 稲富祐直
- 伊賀氏（丹後竹野郡代）
- 佐治氏（尾張知多郡代）
- 小倉氏
- 日置氏
- 松田氏
- 成吉氏
- 矢野氏
- 竹藤氏
- 片岡氏
- 国富氏
- 三富氏
- 佐野氏
- 榎並氏
- 氏家氏
- 下山氏
- 刑部氏
- 河嶋氏

## 一色氏縁故社寺・菩提寺
- 慈雲寺
- 長慶寺
- 慈光寺